# عصام سخنيني
عصام سخنيني (1938–2019) هو مفكر ومؤرخ فلسطيني، وباحث في تاريخ الشعب الفلسطيني الذي ناضل وهُجر بعد عام 1948. ومتصدياً للرواية الصهيونية التوراتية عن تاريخ فلسطين القديم والحديث، فأغنى المكتبة الفلسطينية والعربية بمؤلفاته وأبحاثه، حصل على جائزة جامعة فيلادلفيا في عمان عن أحسن كتاب مؤلف في الإنسانيات للعام 2012 عن كتاب الجريمة المقدسة " الإبادة الجماعية من أيديولوجيا الكتاب العبري إلى المشروع الصهيوني"، الصادر عن المركز العربي للأبحاث ودراسة السياسات. وكان آخر كتاب نشر له عن دار العائدون بعنوان القدس: تاريخ مختطف وآثار مزورة.

## حياته العلمية
ولد الدكتورعصام محمد سخنيني في مدينة طبرية المحتلة عام 1938، هُجر مع عائلته أثر النكبة عام 1948، وأستقرت العائلة في الأردن ونال الجنسية الأردنية. تزوج من نعمت سخنيني وله منها أربعة أبناء. حصل على شهادة|ليسانس فلسفة من جامعة دمشق، وحصل على دكتوراة في التاريخ الإسلامي من جامعة القديس يوسف في بيروت، ودكتوراة ثانية في الفلسفة الإسلامية بعنوان "العباسيون في سنوات التأسيس، تفسير جديد للثورة والشرعية ونظام الحكم" من جامعة إكستر في المملكة المتحدة عام 1991.

## حياته العملية
عمل في الإذاعة الأردنية في عمان ثم إذاعة صوت فلسطين في القاهرة، وبعد إنشاء منظمة التحرير الفلسطينية، عين مديراً لمكتب المنظمة في بغداد في الستينيات. وكان نائباً للمدير العام لمركز الأبحاث الفلسطيني، ورئيس تحرير اليوميات الفلسطينية في بيروت ما بين أعوام (1971–1978). ومدير التحرير المركزي لوكالة أنباء الإمارات العربية المتحدة في أبو ظبي خلال الأعوام (1967-1980)، ورئيس مركز أبحاث الشرق الأوسط ورئيس البنك العربي للمعلومات في دبي في الفترة (1980-1996)، عمل أستاذاً في جامعة البتراء الأردنية للأعوام (1997-2015).

## مؤلفاته
له مجموعة من المؤلفات والأبحاث والدراسات التي شكلت وعياً وعنواناً فلسطينياً عربياً لتكريس الحق الفلسطيني والهوية العربية لفلسطين منها:
- صراع المصالح النفطية وتأثيره في نشؤ القضية الفلسطينية في بدايات القرن العشرين، المؤسسة العربية للدراسات والنشر، 2013.

- فلسطين الدولة: جذور المسألة في التاريخ، 1985.

- التاريخ برؤية معاصرة، دراسات في التاريخ العربي والإسلامي، دار الرضوان، عمان، 2012.

- مقاتل المسيحيين: (نجران 523 م والقدس 614م وصفحات أخرى من تاريخ التنكيل اليهودي بهم)، المؤسسة العربية للدراسات والنشر، 2013.

- طبرية: تاريخ موسوعي من أنشائها عام 20م إلى نهاية عهد الإنتداب البريطاني عام 1948، المؤسسة العربية للدراسات والنشر 2009.

- المستشرقون ومصطلحات التاريخ الإسلامي، دار جرير للطباعة والنشر 2007.

- فلسطين والفلسطينيون – صيرورة تكوين الإسم والوطن والشعب والهوية، المؤسسة العربية للدراسات والنشر، 2003.

- تهافت التاريخ التوراتي، مقدمة لكتاب تاريخ مختلف لفلسطين القديمة، 2018.

- عهاد إيليا والشروط العمرية: نموذج تطبيقي لأستخدام أدوات التفكيك في تصحيح التاريخ الإسلامي، دار المناهج الأردنية،2001.

- مملكة هرمز: أسطورة الخليج التجارية (1300- 1622)، ندوة الثقافة والعلوم 1997.

- العباسيون في سنوات التأسيس، تفسير جديد للثورة والشرعية ونظام الحكم، المؤسسة العربية للدراسات والنشر، 1998.

- بحوث في التاريخ العربي الإسلامي، رؤية معاصرة للتاريخ، 2013.

- فلسطين الدولة: جذور المسألة في التاريخ الفلسطيني، مركز الأبحاث الفلسطيني – نيقوسيا، 1985.

## وفاته
توفي عصام سخنيني بتاريخ 20 تشرين ثاني 2019، في مدينة دبي بالإمارات العربية المتحدة ودفن فيها. وقد نعته وزارة الثقافة الفلسطينية في بيانها: رحيل سخنيني خسارة للثقافة الوطنية والقومية وهو من أبرز المثقفين والمؤرخين الفلسطينيين والعرب الذين تصدوا للرواية الصهيونية، رواية السلب والنهب والتزوير بحق أرضنا وتاريخنا العربي الفلسطيني. وبرحيله تكون فلسطين والأمة العربية، قد خسرت واحداً من أبرز مثقفيها الذي كرس عمره من أجل قضية شعبه ووطنه". ونعى الإتحاد العام للكتاب والأدباء الفلسطينيين في بيان قال فيه: "الكاتب عصام سخنيني الذي ترجل عن صهوة الحياة بعد مشوار مديد بالعطاء والصمود والإبداع من الكفاح المتواصل، وأكد الإتحاد أن رحيل المبدع الكبير أ. د. عصام خسارة للمشهد الثقافي الفلسطيني والعربي".